# Robert J. Schoelkopf

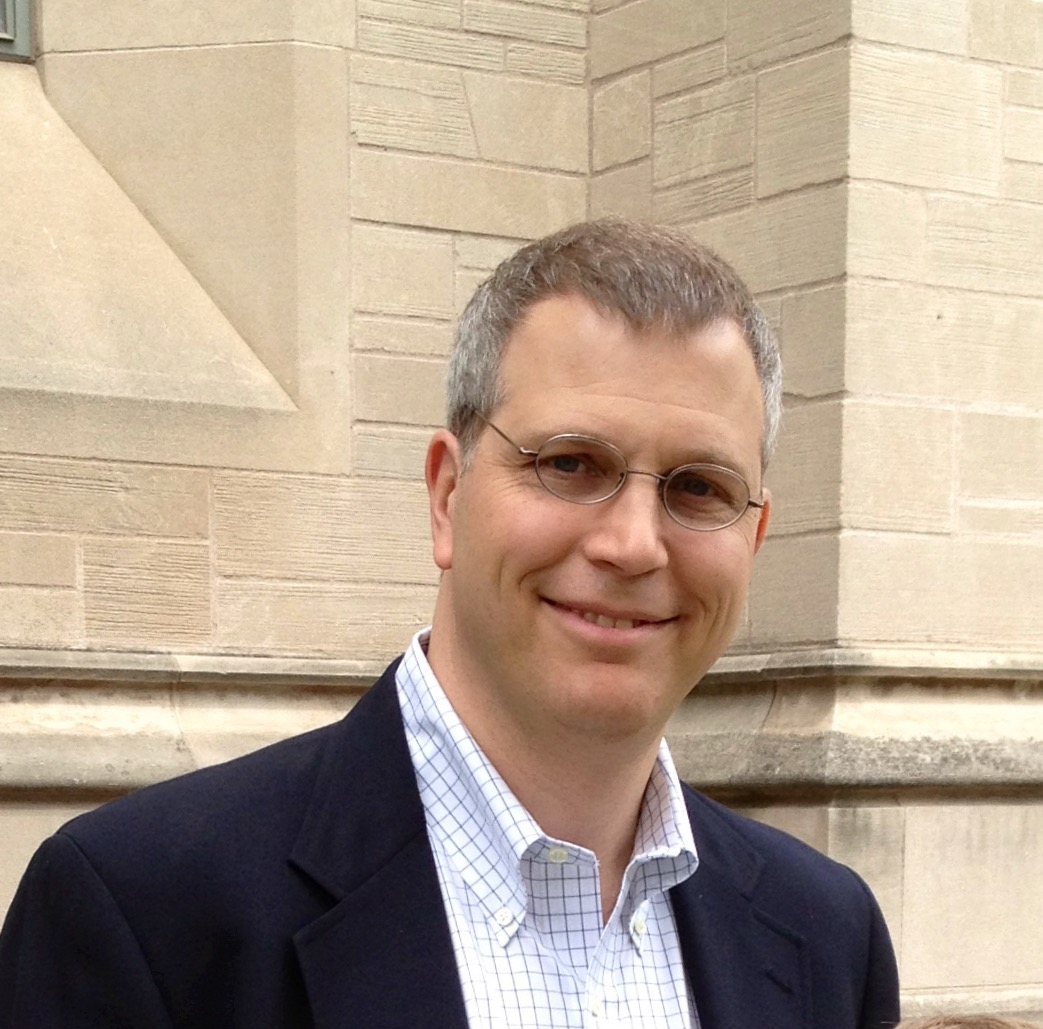
Robert J. Schoelkopf 2014

Robert J. Schoelkopf (* 24. Januar 1964 in New York City) ist ein US-amerikanischer experimenteller Festkörperphysiker, der Nanogeräte für die Quanteninformationstheorie (Quantencomputer) entwickelt.

## Leben
Schoelkopf ist der Sohn eines Kunsthändlers. Er studierte an der Princeton University mit dem Bachelor-Abschluss cum laude 1986 und wurde 1995 am Caltech promoviert. 1986 bis 1988 war er Ingenieur (Tieftemperaturphysik, Elektronik) im Goddard Space Flight Center der NASA, wo er Instrumente für Raumfahrtmissionen entwickelte. Ab 1995 war er  Lecturer und ab 1998 Assistant Professor an der Yale University. 2003 wurde Professor für Angewandte Physik ist dort Sterling Professor für Angewandte Physik. Er war Direktor des Yale Center for Microelectronic Materials and Structures und ist Direktor des Yale Quantum Institute.
Er entwickelt nanoelektronische auf Quanteneffekte beruhende Apparate, zum Beispiel 1998 den Radio Frequency Single Electron Transistor (RF-SET). Er kann auf der Nanosekunden-Zeitskala Quantentransport auf der Ein-Elektronen-Ebene messen. Er entwickelt mit seiner Gruppe seine Elektrometer und Quanten-Verstärker weiter und arbeitet an ultrasensitiven Detektoren für Sub-Millimeter Strahlung, die einzelne Photonen zählen können. Außerdem untersucht er supraleitende Quantenpunkte, deren Dynamik von einzelnen Cooper-Paaren bestimmt wird. Sie haben potentielle Anwendungen bei Quantencomputern und ermöglichen das Studium von Dekohärenz.
In der Entwicklung der Technologie von Schaltkreisen für künftige Quantencomputer arbeitete er auch mit dem Theoretiker Steven M. Girvin  zusammen. Mit ihm und Michel Devoret koppelte er 2007 zwei supraleitende Qubits über einen Quanten-Bus. 2009 demonstrierten er mit Girvin und anderen die Ausführung von 2-Qubit-Algorithmuen mit einem supraleitenden Quantenprozessor. 2004 demonstrierte er mit Girvin als Erster Cooper-Boxen bzw. künstliche Atome aus Cooper-Paaren und deren starke Ankopplung an Photonen, was eine Pionierarbeit auf dem Gebiet der Schaltkreis-Quantenelektrodynamik (circuit QED) war. Dabei werden auf einer supraleitenden „Insel“, die über Josephson-Kontakte mit einem Supraleiter-Reservoir von Cooper-Paaren verbunden sind, Cooperpaare isoliert, deren potentielle Energie durch Änderung der angelegten Spannung von außen kontrolliert werden kann (ebenso wie die Anzahl der Cooper-Paare über die Spannung an den Josephsonkontakten).
Er ist Fellow der National Academy of Sciences (2015), der American Academy of Arts and Sciences (2016) und der American Association for the Advancement of Science sowie der American Physical Society.

## Auszeichnungen
2014 erhielt Schoelkopf mit Michel Devoret und John Martinis den Fritz London Memorial Prize und 2013 den John Stewart Bell Prize mit Devoret. 2014 war er einer der Empfänger des Max-Planck-Forschungspreises, er erhielt den NASA Technical Innovator Award und er erhielt 2009 den Joseph F. Keithley Award für Messwesen der American Physical Society. 2024 wurde ihm – wiederum mit Devoret – der Comstock-Preis für Physik zugesprochen.

## Veröffentlichungen (Auswahl)
- Robert Schoelkopf, S. M. Girvin: Wiring up quantum systems. In: Nature. Band 451, Nr. 7179, 2008, S. 664–669, doi:10.1038/451664a, PMID 18256662.
- R. J. Schoelkopf, Paula Wahlgren, А. А. Кожевников, Per Delsing, D. E. Prober: The Radio-Frequency Single-Electron Transistor (RF-SET): A Fast and Ultrasensitive Electrometer. In: Science. Band 280, Nr. 5367, 1998, S. 1238–1242, doi:10.1126/science.280.5367.1238, PMID 9596572.
- Lafe Spietz, K. W. Lehnert, Irfan Siddiqi, R. J. Schoelkopf: Primary Electronic Thermometry Using the Shot Noise of a Tunnel Junction. In: Science. Band 300, Nr. 5627, 2003, S. 1929–1932, doi:10.1126/science.1084647, PMID 12817144.
- Andreas Wallraff, David I. Schuster, Alexandre Blais, Luigi Frunzio, Rutian Huang, Johannes Majer, Shwetank Kumar, S. M. Girvin, Robert Schoelkopf: Strong coupling of a single photon to a superconducting qubit using circuit quantum electrodynamics. In: Nature. Band 431, Nr. 7005, 2004, S. 162–167, doi:10.1038/nature02851, PMID 15356625.
- Wim Leemans, Bob Nagler, A. J. Gonsalves, Cs. Tóth, Kei Nakamura, C. G. R. Geddes, E. Esarey, C. B. Schroeder, S. M. Hooker: GeV electron beams from a centimetre-scale accelerator. In: Nature Physics. Band 2, Nr. 10, 2006, S. 696–699, doi:10.1038/nphys418.
- A. André, David DeMille, John M. Doyle, Mikhail D. Lukin, Stephen E. Maxwell, Peter Rabl, Robert Schoelkopf, P. Zoller: A coherent all-electrical interface between polar molecules and mesoscopic superconducting resonators. In: Nature Physics. Band 2, Nr. 9, 2006, S. 636–642, doi:10.1038/nphys386.
- Johannes Majer, Jerry M. Chow, Jay Gambetta, Jens Koch, Blake Johnson, J. A. Schreier, Luigi Frunzio, David I. Schuster, Andrew Houck, Andreas Wallraff, Alexandre Blais, Michel Devoret, S. M. Girvin, Robert Schoelkopf: Coupling superconducting qubits via a cavity bus. In: Nature. Band 449, Nr. 7161, 2007, S. 443–447, doi:10.1038/nature06184, PMID 17898763.
- L. DiCarlo, Jerry M. Chow, Jay Gambetta, Lev S. Bishop, Blake Johnson, David I. Schuster, Johannes Majer, Alexandre Blais, Luigi Frunzio, S. M. Girvin, Robert Schoelkopf: Demonstration of two-qubit algorithms with a superconducting quantum processor. In: Nature. Band 460, Nr. 7252, 2009, S. 240–244, doi:10.1038/nature08121, PMID 19561592.
- Matthew Reed, L. DiCarlo, Simon E. Nigg, Luyan Sun, Luigi Frunzio, S. M. Girvin, Robert Schoelkopf: Realization of three-qubit quantum error correction with superconducting circuits. In: Nature. Band 482, Nr. 7385, 2012, S. 382–385, doi:10.1038/nature10786, PMID 22297844.
- Michel Devoret, Robert Schoelkopf: Superconducting Circuits for Quantum Information: An Outlook. In: Science. Band 339, Nr. 6124, 2013, S. 1169–1174, doi:10.1126/science.1231930, PMID 23471399.